# Beinn Eunaich
Beinn Eunaich är ett berg i Storbritannien.   Det ligger i kommunen Argyll and Bute och riksdelen Skottland, i den nordvästra delen av landet, 600 km nordväst om huvudstaden London. Toppen på Beinn Eunaich är 989 meter över havet, eller 421 meter över den omgivande terrängen. Bredden vid basen är 6,2 km.
Terrängen runt Beinn Eunaich är huvudsakligen kuperad, men västerut är den bergig.Runt Beinn Eunaich är det mycket glesbefolkat, med 3 invånare per kvadratkilometer. Närmaste större samhälle är Taynuilt, 13,2 km väster om Beinn Eunaich. I omgivningarna runt Beinn Eunaich växer i huvudsak blandskog.